# Пассум
Пассум (лат. Passum, passon, stapidites або лат. hepsema) — критське солодке вино часів Давнього Риму. Ймовірно, еквівалент сучасного десертного вина, яке разом з іншими видами вина було важливим експортним товаром для середземноморського острова, що входив тоді до складу Римської імперії. Пассум згадують численні грецькі та латинські автори як вино для застілля і для лікування.
Написи у храмі Асклепія в Левані, на півдні Криту, засвідчують, що вино, змішане з перцем, використовувалося як ліки.
Експорт критського вина на початку нашої ери був спричинений соціальними та економічними змінами, яких Крит зазнав після римського завоювання (67 р. до н. е.). На острові, який разом з Кіренаїкою утворював окрему провінцію, особливо після епохи римських громадянських війн, відбулося економічне оновлення та перехід до плантаційної економіки, яка серед іншого включала вирощування вина та олив і їхній експорт, зокрема в Італію та в західні провінції Римської імперії імперія.
Пассум уперше згадується у праці Луція Юнія Модерата Колумелли « De re rustica», докладний уривок міститься у книзі 12.